# Świnie Oko
Świnie [pronunciación en polaco: /ˈɕfiɲe ɔkɔ/] (en alemán: Eichselwalde) es una aldea en el distrito administrativo de Gmina Piecki, dentro del Distrito de Mrągowo, Voivodato de Varmia y Masuria, en el norte de Polonia. Se encuentra a unos 10 kilómetros al noreste de Piecki, 13 kilómetros al sureste de Mrągowo, y 63 kilómetros al este de la capital regional, Olsztyn.
El pueblo tiene una población de 2 habitantes.